# Зюбейде ханъм (квартал на Истанбул)
„Зюбейде ханъм“ (на турски: Zübeyde Hanım) е квартал на Истанбул, разположен в градска околия Султангази. Според данни на Адресната система за регистриране на населението (ABPRS) към 2024 г. населението на „Зюбейде ханъм“ е 31 350 жители.